# Club Athletic Youssoufia Berrechid
Maillots
Actualités
Le Club Athletic Youssoufia Berrechid (en arabe : النادي الرياضي يوسفية برشيد), plus couramment abrégé en Youssoufia Berrechid, est un club marocain de football fondé en 1927 par des britanniques de l'Alliance anglo-marocaine, est basé dans la ville de Berrechid.
En 2018, le CAYB accède à la division d'élite pour la première fois de son histoire. Le club évolue toujours en Botola Pro1.

## Palmarès
- Championnat du Maroc de troisième division - Groupe Centre (1) :
  - Champion : 2014-2015